# 道格·基斯特勒
道格拉斯·C·基斯特勒（英語：Douglas C. Kistler，1938年3月21日—1980年2月29日），美国NBA联盟前职业篮球运动员。他在1961年的NBA选秀中第3轮第26顺位被底特律活塞选中。1980年死于车祸。